# Saint-Denis-lès-Sens
Saint-Denis-lès-Sens (före 1 aug 2012: Saint-Denis) är en kommun i departementet Yonne i regionen Bourgogne-Franche-Comté i norra Frankrike. Kommunen ligger i kantonen Sens-Ouest som tillhör arrondissementet Sens. År 2022 hade Saint-Denis-lès-Sens 624 invånare.

## Befolkningsutveckling
Antalet invånare i kommunen Saint-Denis-lès-Sens
| Referens: INSEE |